# Temporada de tufões no Pacífico de 2007
A temporada de tufões no Pacifico de 2007 foi um evento do ciclo anual da formação de ciclones tropicais. Não há limites estabelecidos para o começo ou o fim da temporada, mas a maioria dos ciclones tropical tende a se formar entre Maio e Novembro.
O objetivo deste artigo é descrever os ciclones tropicais que se formam no Oceano Pacífico ao norte da linha do Equador e a oeste da linha internacional de data. Os ciclones tropicais que se formam a leste desta linha e ao norte da linha do Equador são chamados furacões. Os ciclones tropicais que se formam nesta região são previstos e seguidos pela Agência Meteorológica Japonesa (AMJ ou JMA, em inglês). As depressões tropicais que se formam nesta região são monitorados também pela Joint Typhoon Warning Center (JTWC) e são identificados com um número, por ordem de formação, e com o sufixo "W". As depressões tropicais que entram ou se formam na área de responsabilidade das Filipinas ganham um nome dado pela Administração de Serviços Atmosféricos, Geofísicos e Astronômicos das Filipinas (PAGASA). Devido a isto, uma mesma tempestade pode ter dois nomes.

## Previsões sobre a temporada
Segundo o Laboratório de Pesquisas Atmosféricas de Hong Kong, em 23 de abril de 2007, o número e a intensidades dos ciclones tropicais seria normal o abaixo da média histórica. A presença da La Niña não foi prevista ser decisiva para a formação destes ciclones, mas em geral durante a La Niña, no Pacífico, a atividade dos ciclones fica abaixo do normal.. Em 25 de junho, uma nova previsão foi emitida. Nesta previsão, o laboratório de Hong Kong confirmou a atividade de ciclones tropicais e ainda diminuiu a estimativa do número de ciclones tropicais que se formariam no ano.

## Tempestades
A classificação da intensidade dos ciclones tropicais é feita da seguinte maneira pela AMJ: Depressão tropical - menos que 63 km/h, tempestade tropical - entre 63 e 88 km/h, tempestade tropical severa - entre 88 e 117 km/h e tufão - mais que 117 km/h. Os ventos máximos são coletados na média máxima entre 10 minutos.
O JTWC utiliza outro sistema de classificação, baseado na escala de furacões de Saffir-Simpson: Depressão tropical - menos que 63 km/h, tempestade tropical - entre 63 e 117 km/h, tufão - entre 118 e 177 km/h e super tufão - mais que 177 km/h. Os ventos máximos são coletados na média máxima entre 1 minuto.
A China utiliza um sistema de classificação baseado em parte na Escala de Beaufort: Depressão tropical - níveis 6 e 7 na Escala de Beaufort, tufão - níveis 12 e 13, tufão severo - níveis 14 e 15 e super tufão - níveis 16 e 17. Os ventos máximos são coletados na média máxima entre 2 minutos.
O Japão e o Taiwan, em seus próprios idiomas, utilizam um sistema próprio cada. Para facilidade de entendimento, é utilizada aqui a escala de furacões de Saffir-Simpson, utilizado pelo JTWC. É especificado a diferença de ventos em 1 e 10 minutos.

### Tufão Kong-rey
Em 26 de março, o JTWC identificou uma grande área de baixa pressão no Pacífico noroeste. A área moveu-se para oeste-noroeste nos dias seguintes, lentamente se organizando. De acordo com a AMJ, a área tornou-se uma depressão tropical em 30 de março. No dia seguinte, o JTWC emitiu um alerta de formação de ciclone tropical devido a um aumento na consolidação da circulação de ar de superfície. O JTWC emitiu seu primeiro aviso sobre a depressão tropical 01W no final daquela noite, horário local. Assim que o sistema continuou a se desenvolver, o JTWC o designou tempestade tropical, o primeiro da temporada. A AMJ fez o mesmo e nomeou o sistema de Kong-rey. O nome foi dado pelo Camboja e refere-se a uma personalidade de uma lenda do povo Khmer, que é também o nome de uma montanha.
Kong-rey continuou a se organizar e intensificar para uma tempestade tropical severa na manhã seguinte horário local. O JTWC então designou a tempestade como um tufão em 2 de abril. Assim que o sistema começou a tomar o rumo do norte, em direção as Ilhas Marianas do Norte, o escritório do Serviço Nacional de Meteorologia em Guam notou que ventos que poderiam causar danos não eram esperados para a ilha. Nas marianas, preparativos foram feitos e voos foram cancelados, devido à ameaça do tufão. Kong-rey passou pelas ilhas nas primeiras horas da manhã de 3 de abril horário local. A AMJ designou Kong-rey um tufão na tarde daquele dia, assim que ele desenvolveu um olho. Kong-rey fortaleceu-se mais um pouco antes de encontrar ventos de cisalhamento e águas frias e se enfraqueceu para uma tempestade tropical severa em 4 de abril. Kong-rey começou a acelerar para nordeste assim que ele começava a se tornar um ciclone extratropical na manhã de 5 de abril e o JTWC emitiu seu último aviso sobre o sistema. A AMJ emitiu seu último aviso sobre o sistema na manhã de 6 de abril depois que Kong-rey completou a sua transição para um ciclone extratropical. Não houve registros de mortes ou feridos nem danos causados pelo tufão.

### Depressão tropical (DMT)
Em 26 de abril, um distúrbio tropical formou-se a leste da Península da Malásia. Em 1º de maio, O Departamento de Meteorologia da Tailândia (DMT) designou a célula de baixa pressão como uma depressão tropical no Golfo da Tailândia. O sistema atingiu a costa 10 horas depois em Amphoe Pathiu, província de Chumphon, Tailândia. A depressão então atravessou o istmo de Kra e emergiu no Mar de Andaman.
O DMT avisou à população local sobre chuvas fortes e possíveis enchentes durante a passagem da tempestade. Na província tailandesa de Ratchaburi, equipes de ação contra desastres evacuaram povoados em terrenos montanhosos em 3 de maio. No dia seguinte, a província de Prachup Khiri Khan foi declarada uma área de desastre natural depois que regiões baixas foram inundadas; a água chegou a um metro de altura. Na capital desta província, um presídio foi inundado e foi preciso a retirada de prisioneiros para Ratchaburi. Além do mais, uma linha férrea foi parcialmente inundada, mas o serviço de trens não foi interrompido. Na província de Surat Thani, deslizamentos de terra interromperam o tráfico de veículos em áreas urbanas. Vários avisos de deslizamentos de terra foram emitidos para outras províncias tailandesas.
Este sistema não foi considerado por nenhuma outra agência meteorológica uma depressão tropical enquanto ele estava no Golfo da Tailândia. Entretanto, o sistema foi monitorado e investigado pelo JTWC.

### Tufão Yutu (Amang)
No final de 15 de maio, a Agência Meteorológica Japonesa (AMJ) designou uma área de distúrbios meteorológicos como uma depressão tropical. Baseado em estimativas feitas com base em dados do satélite QuikSCAT, o JTWC também designou o sistema uma depressão tropical às 12:00 UTC do dia seguinte. Na manhã de 17 de maio, a AMJ classificou o sistema como tempestade tropical Yutu. O Nome Yutu foi dado pela China e refere-se a um coelho numa fábula chinesa. Três horas depois, o JTWC também classificou o sistema como tempestade tropical 02W. A tempestade estava movendo-se rapidamente para Yap. Logo, avisos e alertas de tempestade tropical foram emitidos para a ilha. Estes avisos perderam efeito logo depois da passagem de Yutu. Em 18 de maio, a tempestade entrou na área de responsabilidade da PAGASA, recebendo o segundo nome de Amang. No final daquele dia, a tempestade intensificou-se e foi classificado como um tufão às 18:00 UTC. Depois, Yutu começou a sofrer uma rápida intensificação, alcançando seu pico de intensidade em 20 de maio, como um forte tufão equivalente a um furacão de categoria 4. Apesar de estar se movendo sobre águas frias, Yutu não perdeu força naquele dia. No começo da manhã de 21 de maio, finalmente Yutu começou a se enfraquecer, passando sobre a ilha japonesa de Okinotorishima. Na ilha próxima de Iwo Jima, foram registrados ventos sustentados de 122 km/h com rajadas de 193 km/h. Depois, Yutu começou a se tornar um forte ciclone extratropical e na manhã de 22 de maio, o JTWC emitiu seu último aviso sobre o tufão. A AMJ fez o mesmo um dia depois, quando Yutu já era um ciclone extratropical.

### Tempestade tropical Toraji
No final de 4 de julho, o JTWC designou uma área de distúrbios meteorológicos como uma tempestade tropical. Pouco depois, a tempestade atingiu a ilha chinesa de Hainan. A China diz que uma depressão tropical tinha se formado em 2 de julho e que atingiu Hainan na tarde de 4 de julho e que posteriormente, quando o sistema emergiu no mar, sua pressão central mínima foi de 988 mbar. Devido à ameaça da tempestade, autoridades na província chinesa de Guangxi retiraram 147 000 pessoas de áreas de risco. A AMJ designou o sistema como tempestade tropical Toraji somente na manhã de 5 de julho, enquanto o centro do sistema já tinha emergido no Golfo de Tonkin. O nome Toraji foi dado pela Coreia do Norte e refere-se a uma grande planta ornamental com flores em forma de sino (platycodi radix). Toraji atingiu a costa norte do Vietname por volta de 12:00 UTC, próximo com a fronteira com a República Popular da China. A AMJ nunca registrou valores de pressão atmosférica no centro de Toraji inferiores a 994 mbar. Assim que a tempestade adentrou em terra, A AMJ e o JTWC emitiram seus últimos avisos sobre Toraji.

### Tufão Man-yi (Bebeng)
Na manhã de 7 de julho, A AMJ designou uma área de distúrbios meteorológicos como uma fraca depressão tropical. No final daquele dia, o JTWC também designou o sistema como depressão tropical 04W. Ainda naquela noite, o JTWC classificou o sistema como tempestade tropical. Já na madrugada do dia seguinte, A AMJ também classificou a depressão como tempestade tropical Man-yi. O nome Man-yi foi dado por Hong Kong, e trata-se de um nome chinês para um estreito de terra que se tornou um reservatório. Em 9 de julho, Man-yi passou próximo a Guam, causando alguns danos e quedas de linhas de transmissão de eletricidade. Ao mesmo tempo, foram postos em prática avisos de tempestade tropical em Yap. As ondas geradas por Man-yi tombaram um navio, deixando três mortos e seis desaparecidos. Na tarde de 10 de julho, o JTWC designou Man-yi como um tufão. Na madrugada do dia seguinte, Man-yi entrou na área de responsabilidade da PAGASA e foi nomeado de "Bebeng". Ao mesmo tempo, A AMJ também designou a tempestade como um tufão. Sobre águas quentes, Man-yi sofreu um aprofundamento rápido no final de 11 de julho e na madrugada de 12 de julho assim que o tufão rumava para Okinawa, Japão. As regiões japonesas de Okinawa e Kantō estavam sob aviso de tufão na tarde de 12 de julho, assim que Man-yi aproximava-se das ilhas. O JTWC designou Man-yi como um super tufão duas vezes no dia seguinte assim que o sistema atingia Okinawa. Na cidade, a passagem do tufão deixou pelo menos 37 feridos. Man-yi também atingiu diretamente a cidade de Kagoshima, Kyushu, Japão, antes de tomar rumo para leste. Posteriormente, Man-yi também atingiu diretamente as cidades de Kochi, em Shikoku, e Wakayama, em Honshu. Assim que Man-yi começou a interagir com os terrenos montanhosos do Japão, começou a se tornar um ciclone extratropical. O tufão enfraqueceu-se para tempestade tropical e em 15 de julho, o JTWC emitiu seu último aviso sobre Man-yi assim que ele tornou-se um ciclone extratropical. A AMJ emitiu seu último aviso sobre Man-yi dois dias depois.

### Tufão Usagi
No final de 27 de julho, o JMA designou um distúrbio tropical como uma depressão tropical. No dia seguinte, o JTWC também designou o sistema como depressão tropical. Seis horas depois, o JTWC classificou o sistema como tempestade tropical assim que o sistema se aproximava das Ilhas Marianas. O JMA fez o mesmo na madrugada de 29 de julho, nomeando a tempestade de Usagi. O nome Usagi foi dado pelo Japão e significa "coelho" em japonês. Pouco depois, foram emitidas alertas de tempestade tropical para as ilhas Pagan e Ilha Agrihan, nas Marianas do Norte. No final daquele dia, após Usagi ter passando entre estas duas ilhas, o JTWC designou a tempestade como um tufão. O JMA somente classificou Usagi como tufão em 31 de julho, quando o sistema estava passando ao sul de Iwo Jima, Japão.. Usagi alcançou o pico de intensidade em 1º de agosto antes de encontrar águas frias e ventos de cisalhamento, que rapidamente fizeram o tufão se enfraquecer. Usagi atingiu o Japão na cidade de Nobeoka, na província de Miyazaki. Pouco depois, já fraco, Usagi foi classificado como uma tempestade tropical assim que ele se movia sobre Kyushu e Honshu. No final de 2 de agosto, o JTWC também classificou Usagi como tempestade tropical e na madrugada do dia seguinte, a agência emitiu seu último aviso sobre o sistema assim que Usagi começou a se tornar um ciclone extratropical. Usagi ainda continuava a afetar o Japão quando se tornou completamente um ciclone extratropical em 4 de agosto. Neste momento, o JMA parou também de emitir avisos sobre este sistema. Em Kyushu, Japão, a passagem de Usagi causou 18 feridos.

### Depressão tropical 06W
Em 2 de agosto, o JTWC designou um distúrbio tropical como a depressão tropical 06W. Ao mesmo tempo, o JMA também designou o sistema como depressão tropical. Em 4 de agosto, o JTWC classificou a depressão como tempestade tropical, entretanto, no mesmo dia, a agência classificou o sistema novamente como depressão tropical, pois não havia convecção de ar suficiente para que o sistema fosse designado como uma tempestade tropical. A depressão então atingiu a costa do Vietnam, com ventos constantes de 55 km/h. Em algumas localidades do país, caiu 610 mm de chuva. Em Hainan, China, 231,6 mm de chuva caíram. Estas chuvas causaram enchentes severas, que causaram a morte de pelo menos 60 pessoas.

### Tufão Pabuk (Chedeng)
Em 4 de agosto, o JMA designou um distúrbio tropical como uma depressão tropical. No dia, a agência classificou a depressão como tempestade tropical Pabuk. O nome Pabuk foi dado por Laos, e refere-se a um grande peixe que habita o Rio Mekong. Ao mesmo tempo, o JTWC designou o sistema como tempestade tropical 07W. No mesmo dia, a PAGASA nomeou a tempestade de Chedeng. Na manhã de 7 de agosto, o JTWC classificou a tempestade como um tufão. No final daquele dia, a agência classificou novamente Pabuk como tempestade tropical. Pabuk atingiu o sul de Taiwan, por volta das 16:30 UTC. O JTWC classificou novamente Pabuk como tufão no momento em que Pabuk atingia Taiwan, citando um pequeno olho. Três horas após, o JTWC novamente classificou Pabuk como tempestade tropical. Pabuk seguiu então para Hong Kong e Macau. As respetivas agências meteorológicas emitiram avisos de ventos fortes em 9 de agosto. No final daquele dia, o JMA classificou a tempestade como depressão tropical e pouco depois, o JTWC fez o mesmo. A depressão mudou sua direção para leste-nordeste, forçando o Observatório de Hong Kong a emitir novamente avisos de ventos fortes em 10 de agosto. Segundo o Observatório de Hong Kong, foi previsto que a depressão se fortaleceria naquele dia, levando o governo local a suspender as atividades escolares naquele dia. Pouco depois, o observatório classificou novamente a depressão como tempestade tropical Pabuk e começou a emitir avisos de ventos fortes e de tempestade tropical assim que o sistema movia-se próximo ao território. Os alertas foram amenizados assim que Pabuk movia-se para oeste, atingindo a costa chinesa de Guangdong. No começo da manhã do dia seguinte, Pabuk mudou novamente sua direção, agora para nordeste ameaçando a região do delta do Rio Pearl, onde ficam Macau e Hong Kong. Porém, Pabuk enfraqueceu-se e todos os avisos sobre o sistema foram cancelados. Nas Filipinas, onze pessoas morreram com a passagem de Pabuk.

### Tempestade tropical Wutip (Dodong)
Na noite de 6 de agosto, o JMA designou um distúrbio tropical como tempestade tropical. Na madrugada de 8 de agosto, o JMA designou a depressão como a tempestade tropical Wutip. O nome Wutip foi dado por Macau e significa Borboleta em cantonês. A circulação de ar de superfície de Wutip começou a se interagir com a terra e fez que a tempestade não se fortalecesse. o JMA logo emitiu seu último aviso sobre Wutip em 9 de agosto, classificando o sistema como depressão tropical. o JTWC também emitiu seu último aviso sobre Wutip logo depois. Nas Filipinas, três pessoas morreram e outras 17 ficaram feridas com a passagem de Wutip.

### Tufão Sepat (Egay)
Na madrugada de 12 de agosto, o JMA designou um distúrbio tropical próximo às Ilhas Marianas do Norte como uma depressão tropical. Pouco depois, o JTWC também designou o distúrbio como depressão tropical 09W. 12 horas depois, o JTWC classificou a depressão como uma tempestade tropical. O JTWC também alertou que o sistema poderia sofrer uma rápida intensificação. O JMA também classificou o sistema como tempestade tropical Sepat no final daquele dia. O nome Sepat foi dado pela Malásia e refere-se a um peixe de água doce. Na madrugada de 13 de agosto, Sepat adentrou a área de responsabilidade da PAGASA. A agência filipina batizou o sistema de Egay. Naquela noite, Sepat começou a sofrer rápida intensificação, como previsto e na manhã seguinte, o JTWC classificou Sepat como um super tufão. Sepat continuou a se intensificar, alcançando a pressão atmosférica central mínima de 910 mbar na manhã de 16 de agosto. A força de Sepat continuou por um bom tempo, mas um ciclo de substituição da parede do olho fez o tufão se enfraquecer. Sepat atingiu o Taiwan entre Taitung e Hualien na noite de 17 de agosto (UTC) e enfraqueceu para um tufão mínimo.. Após atravessar a ilha, Sepat ainda manteve-se como tufão antes de se enfraquecer para uma tempestade tropical naquela noite. 24 horas depois de Sepat ter atingido Taiwan, o sistema atingiu a China. Em terra, Sepat começou a se dissipar e o JMA emitiu seu último aviso sobre o sistema em 20 de agosto. Em 15 de agosto, chuvas de monções trazidas por Sepat causaram enchentes e congestionamentos em Manila, Filipinas. As atividades escolares e serviços governamentais ficaram suspensos até 17 de agosto.

### Tufão Fitow
Na manhã 29 de agosto, o JTWC começou a monitorar a depressão tropical 10W. No mesmo dia, o JMA também designou o sistema como depressão tropical. A depressão desenvolveu-se rapidamente e ainda naquela tarde, o JMA classificou a depressão como tempestade tropical Fitow. O nome Fitow foi dado pela Micronésia e refere-se a uma flor que exala uma fragrância agradável, em língua yapesa. Fitow começou a sofrer rápida intensificação e na manhã de 30 de agosto, o JMA classificou o sistema como um tufão. Mas águas frias e ventos de cisalhamento impediram a continuação desta rápida intensificação. Fitow moveu-se sobre o Oceano Pacífico noroeste por vários dias e atingiu a costa do Japão na noite de 6 de setembro como um tufão mínimo. Fitow enfraqueceu-se para uma tempestade tropical no dia seguinte e se degenerou numa área de baixa pressão remanescente em 8 de setembro. No Japão, 7 pessoas foram mortas e no mínimo 50 ficaram feridos com a passagem de Fitow. Mais de 80 000 pessoas ficaram sem eletricidade. O transporte em Tóquio e áreas adjacentes foram afetados. Cerca de 200 voos foram cancelados e vários trens foram suspensos. Na região de Tama, na porção central e oeste de Tóquio, foram emitidos avisos de enchentes devido à ameaça de transbordamento do Rio Tama e várias pessoas desabrigadas que viviam às margens do rio foram levadas pela enxurrada.

### Tempestade tropical severa Danas
Um distúrbio tropical a noroeste de Ilha Wake formou-se na madrugada de 3 de setembro e seguiu para o norte e então para noroeste, tornando-se mais organizado. Em 6 de setembro, o JMA designou este distúrbio como uma depressão tropical. Um alerta de formação de ciclone tropical foi emitido pelo JTWC no mesmo dia. A tempestade continuou a seguir para noroeste, em direção ao Japão, tornando-se a tempestade tropical Danas na madrugada de 7 de setembro. O nome Danas foi dado pelas Filipinas e refere-se a "experimentar", "sentir", na língua local. A tempestade desacelerou e virou para o norte em 9 de setembro. Em 11 de setembro, águas frias enfraqueceram Danas. Naquela noite, Danas se degenerou para uma área de baixa pressão remanescente.

### Tufão Nari (Falcon)
Em 11 de setembro, o JMA designou um distúrbio tropical como uma depressão tropical. Em 12 de setembro, o JTWC também fez o mesmo. Em 13 de setembro, a PAGASA também começou a monitorar a depressão e o nomeou de Falcon. Na manhã seguinte, o JMA classificou a depressão como tempestade tropical Nari. O nome Nari foi dado pela Coreia do Sul e refere-se a um tipo de lírio encontrado por lá. Naquela tarde e noite, Nari começou a sofrer uma rápida intensificação, fortalecendo de uma depressão tropical para um tufão em apenas 18 horas. Em 14 de setembro, Nari alcançou o seu pico de intensidade e começou a se enfraquecer logo depois. O sistema atingiu a Coreia do Sul com força de tempestade tropical. Pouco depois, Nari começou a se tornar um ciclone extratropical. No mínimo 20 pessoas morreram ou desapareceram devido às enchentes causadas pela passagem de Nari. Em Jeju, Coreia do Sul, caiu 590 mm de chuva.

### Tufão Wipha (Goring)
Em 15 de setembro, o JMA classificou um distúrbio tropical como depressão tropical. Logo depois, o JTWC também classificou o distúrbio como depressão tropical 15W. No final do dia, a PAGASA também designou o sistema como depressão tropical e o nomeou de "Goring". Em 16 de setembro, a depressão fortaleceu-se e tornou-se a tempestade tropical Wipha. O nome Wipha foi dado pela Tailândia e é um nome feminino local. Em 17 de setembro, Wipha começou a sofrer rápida intensificação e rapidamente se fortaleceu para um tufão. O sistema continuou a se fortalecer e foi classificado como super tufão pelo JTWC na madrugada de 18 de setembro. Nas primeiras horas da madrugada de 19 de setembro (horário local) perto da cidade de Fuding, China, próximo da divisa entre as províncias chinesas de Fujian e Zhejiang. Entretanto, antes de atingir a costa chinesa, o tufão alcançou a força equivalente de um furacão de categoria 3. Anteriormente, Wipha ameaçou atingir Xangai e áreas populosas nas províncias de Fujian e Zhejiang. O governo retirou quase 2 000 000 pessoas de áreas de risco, devido à ameaça de Wipha. Uma agência de notícias local disse que a retirada de pessoas foi a maior em meio século. Botes e navios foram convocados para retornar aos portos. No mínimo 20 voos foram cancelados nos dois aeroportos de Xangai e pelo menos 50 foram adiados. Quatro partidas oficiais da Copa do Mundo de Futebol Feminino de 2007 foram remarcadas devido à ameaça de Wipha. As enchentes foram severas. Um homem não identificado morreu eletrocutado quando ele entrou numa região alagada; nesta região a rede de energia elétrica estava caída sobre a água. Os níveis de água em rios e reservatórios aumentaram perigosamente. No total, 9 pessoas morreram e os danos foram calculados em $880 milhões de dólares.

### Depressão tropical 14W
Um distúrbio tropical formou-se a cerca de 850 km a oeste de Guam na madrugada de 19 de setembro. No final daquele dia, o JMA reconheceu que uma depressão tropical mínima tinha se formado naquela região. Em 20 de setembro, o JTWC começou a emitir avisos sobre a depressão tropical 14W. Inicialmente, foi previsto que a depressão se tornaria uma tempestade tropical, mas ventos fortes de cisalhamento impediram um maior desenvolvimento. A depressão se degenerou numa área de baixa pressão remanescente em 21 de setembro.

### Tempestade tropical Francisco
Em 21 de setembro, o JMA reconheceu que uma depressão tropical mínima tinha se formado a sul-sudeste de Hong Kong e começou a emitir avisos freqüentes em 23 de setembro. Ao mesmo tempo, o JTWC também designou o sistema como depressão tropical. Nove horas depois, a depressão fortaleceu-se e tornou-se a tempestade tropical Francisco. O nome Francisco foi dado pelos Estados Unidos. A tempestade dirigiu-se para oeste atingindo Hainan, China, na cidade de Wenchang, em 24 de setembro. A interação da circulação de ar de Francisco com terra causou o seu enfraquecimento para depressão tropical. Assim que Francisco se enfraqueceu para depressão tropical, o JMA e o JTWC pararam de emitir avisos sobre o sistema.

### Tempestade tropical severa Lekima (Hanna)
Em 27 de setembro, a PAGASA declarou um distúrbio tropical como depressão tropical e lhe deu o nome de Hanna. No dia seguinte, a agência filipina classificou a depressão como tempestade tropical. Em 29 de setembro, a tempestade atingiu as Filipinas perto de Luzon. Pouco depois, o JMA classificou o sistema como a tempestade tropical Lekima. O nome Lekima foi dado pelo Vietnam e refere-se a um tipo de árvore cujo fruto é composto por uma única semente e esta é envolvida por uma polpa amarelada semelhante a uma gema de ovo. Após passar sobre Filipinas, Lekima começou a se fortalecer e em 30 de setembro, o JTWC classificou a tempestade como um tufão. Assim Lekima permaneceu até atingir o Vietnam em 3 de outubro. No dia seguinte o sistema dissipou-se sobre terra. Em Luzon, Filipinas, chuvas fortes de Lekima causaram vários deslizamentos de terra, que mataram oito pessoas, sendo destas três crianças. Em Cidade de Quezon, também nas Filipinas, outra pessoa foi encontrada morta devido à passagem da tempestade. As chuvas fortes também causaram no país fortes enchentes, danos em infraestruturas e o colapso no serviço de transporte. Na China, as autoridades locais retiraram mais de 100 000 pessoas de áreas de risco; mais de 20.000 barcos de pesca não puderam sair de seus ancoradouros. Em 3 de outubro, Lekima atingiu o Vietnam. Cerca de 100 000 residências foram destruídas e no mínimo 42 pessoas morreram ou desapareceram devido às enchentes severas no país.

### Tempestade tropical Haiyan
Uma área de baixa pressão não-tropical desenvolveu-se logo a oeste da linha internacional de data em 30 de setembro. O centro desta área era frio. As rajadas de vento deste sistema alcançaram o nível severo na Escala de Beaufort em 5 de setembro. A área de baixa pressão gradualmente começou a ganhar características tropicais e em 6 de outubro, o JMA designou esta área como tempestade tropical Haiyan. O nome Haiyan foi dado pela China e refere-se a uma espécie de ave marítima. Anteriormente, o JMA já tinha classificado este sistema como depressão tropical. No final do mesmo dia, Haiyan começou a se enfraquecer e se dissipou ainda no mesmo dia.
Em análises pós-tempestade, o Joint Typhoon Warning Center (JTWC) considerou Haiyan como uma tempestade tropical, com ventos máximos sustentados de 95 km/h.

### Tufão Krosa (Ineng)
Na madrugada de 1º de outubro, a PAGASA designou um distúrbio como depressão tropical (Ineng). Pouco depois, o JTWC e o JMA também classificaram o sistema como depressão tropical. Na madrugada do dia seguinte, a agência japonesa classificou a depressão como tempestade tropical Krosa. O nome Krosa foi dado pelo Camboja e refere-se a uma ave na região. No mesmo dia, a tempestade começou a sofrer rápida intensificação e por volta do meio-dia, Krosa foi classificado como tufão pelo JTWC. Assim que o tufão se intensificava, ele apresentava um olho grande e indefinido e começou a seguir para oeste. Em 3 de outubro, o JMA também classificou a tempestade como tufão. A rápida intensificação continuou e no dia seguinte, Krosa já tinha força equivalente a um furacão de categoria 4 na Escala de furacões de Saffir-Simpson. Assim que a circulação de ar de Krosa começou a interagir com terrenos rochosos da ilha de Taiwan, a intensidade do tufão começou a flutuar, ou seja, variar, no mesmo momento em que o JTWC classificou Krosa como super tufão na madrugada de 5 de outubro. A partir daí, o tufão começou a se enfraquecer aos poucos antes de atingir o nordeste de Taiwan em 6 de outubro. Lá, a passagem do tufão deixou 5 mortos e pelo menos 52 pessoas feridas. Após passar por Taiwan, Krosa começou a ir em direção a China. O governo chinês retirou 1 400 000 pessoas das províncias de Zhejiang e Fujian na noite do mesmo dia. Os estragos na China foram grandes. Pelo menos 5 milhões de pessoas foram afetadas. Em algumas regiões, a precipitação de chuva acumulada chegou a 127 mm. Os ventos fortes de Krosa destruíram pelos menos 1.650 residências. Próximo á costa, 27 pessoas tiveram que ser resgatadas depois que um navio sofreu pane mecânica; as ondas fortes poderiam destruir o navio contra a costa. O governo chinês fechou escolas e todas as formas de transporte (aéreo, marítimo e terrestre) em prevenção à chegada de Krosa. Os danos foram calculados em quase $550 milhões de dólares.

### Tempestade tropical severa Podul
Em 6 de outubro, uma depressão tropical a leste do Japão foi designado tempestade tropical Podul. O nome Podul foi dado pela Coreia do Norte e refere-se a um salgueiro local. Logo a tempestade tropical começou a se enfraquecer e se dissipou na madrugada do dia seguinte.

### Tempestade tropical Lingling
Em 9 de outubro, um distúrbio tropical que se formou originalmente no Oceano Pacífico centro-norte cruzou a linha internacional de data e tornou-se uma depressão tropical em 11 de outubro. Em 12 de outubro, o JMA classificou a depressão como tempestade tropical Lingling. O nome Lingling foi dado pelo Taiwan e é um nome feminino comum em mandarim. No mesmo dia, o JTWC também classificou a depressão como tempestade tropical 18W. A tempestade começou a se enfraquecer e se dissipou em 15 de outubro sem maiores conseqüências.

### Tufão Kajiki
No começo da madrugada de 19 de outubro, o JMA e o JTWC classificaram um distúrbio tropical como depressão tropical. Seis horas depois, a agência japonesa classificou a depressão como tempestade tropical Kajiki. O nome Kajiki foi dado pelo Japão e refere-se a um tipo de peixe-espada. Kajiki começou a sofrer rápida intensificação e na madrugada de 20 de outubro, o sistema tornou-se um tufão. Kajiki atingiu o seu pico de intensidade assim que atingiu a ilha japonesa de Iwo Jima. Depois, Kajiki começou a encontrar águas frias no seu caminho, que fizeram o tufão se enfraquecer. Em 22 de outubro, o sistema se dissipou.

### Tempestade tropical severa Faxai (Juaning)
O JMA classificou um distúrbio tropical como depressão tropical em 25 de outubro. Na madrugada do dia seguinte, o JMA classificou a depressão como tempestade tropical Faxai assim que o sistema movia-se para noroeste. O nome Faxai foi dado por Laos e é um nome feminino local. Ao mesmo tempo, o JTWC classificou o sistema como depressão tropical. mas o declarou ciclone extratropical antes de se fortalecer para tempestade tropical. Também ao mesmo tempo, a PAGASA designou o sistema como tempestade tropical (Juaning). No final do mesmo dia, o JTWC reconsiderou faxai, agora como tempestade tropical. O JMA declarou Faxai como uma tempestade tropical severa em 27 de outubro, assim que o JTWC parou novamente de emitir avisos sobre este sistema, alegando que Faxai estava começando a se tornar um ciclone extratropical. Ainda no mesmo dia, o JMA também parou de emitir avisos sobre faxai assim que o sistema já tinha finalizado a sua transição para ciclone extratropical.

### Tufão Peipah (Kabayan)
Em 3 de novembro, a PAGASA e o JTWC designaram um distúrbio tropica como depressão tropical (a PAGASA o nomeou de Kabayan). O sistema começou a se desenvolver rapidamente no final daquele dia e tornou-se a tempestade tropical Peipah em 3 de novembro. O nome Peipah foi dado por Macau e refere-se a um peixe de estimação. No final de 4 de novembro, pouco antes de Peipah atingir as Filipinas, o JTWC classificou o sistema como um tufão. Assim que Peipah emergiu no mar, o JMA também classificou a tempestade como tufão. Em 7 de novembro, Peipah começou a se enfraquecer e se dissipou em 9 de novembro antes de atingir o Vietnam.

### Tempestade tropical Tapah
Em 10 de novembro, um distúrbio tropical foi designado pelo JMA como uma depressão tropical. No final de 11 de novembro, o JTWC também classificou o distúrbio como depressão tropical 22W. Na madrugada de 12 de novembro, a depressão se fortaleceu e foi classificado pelo JMA como tempestade tropical Tapah. O nome Tapah foi dado pela Malásia e refere-se a um bagre de água doce. Tapah logo começou a se enfraquecer assim que começou a passar sobre águas frias e tornou-se um ciclone extratropical em 13 de novembro.

### Tufão Hagibis (Lando)
Em 18 de Novembro, o Joint Typhoon Warning Center (JTWC) classificou uma perturbação tropical como a depressão tropical 23W. A PAGASA também também classificou a perturbação como uma depressão tropical na madrugada de 19 de novembro, momeando-o de Lando e logo depois classificou novamente o sistema para tempestade tropical. Naquele dia, o JTWC fez o mesmo e também classificou a depressão como tempestade tropical. Na madrugada de 21 de Novembro, a tempestade fortaleceu-se para tempestade tropical severa. No final daquela tarde, o JTWC classificou a tempestade como um tufão e a Agência Meteorológica Japonesa (AMJ) fez o mesmo no final daquela noite. Na madrugada de 22 de novembro, o tufão começou a serpentear próximo a costa do Vietnam ao mesmo tempo que começou a se enfraquecer gradualmente. Logo depois, Hagibis começou a se mover para leste. Assim que se movia para leste, Hagibis começou a sofrer a influência dos ventos de cisalhamento gerados pela interação de uma crista equatorial com o tufão Mitag e tornou-se uma depressão tropical em 26 de novembro. No dia seguinte, o JTWC emitiu seu último aviso sobre Hagibis, apesar da AMJ considerar o sistema ainda como tempestade tropical. No final daquele dia, a AMJ também emitiu seu último aviso sobre Hagibis assim que ele cruzou novamente as Filipinas.
Hagibis causou a morte de nove pessoas nas ilhas Visayas e Mindanao
O nome Hagibis foi dado pelas Filipinas e significa "rápido".

### Tufão Mitag (Mina)
Em 20 de Novembro, uma perturbação tropical a leste das Filipinas fortaleceu-se foi classificada pela AMJ como tempestade tropical Mitag. Logo em seguida, o JTWC fez o mesmo classificando este sistema como tempestade tropical 24W. Mitag fortaleceu-se rapidamente durante o dia seguinte e tornou-se um tufão no final daquela noite.
As autoridades filipina começaram a retirar 200 000 pessoas em 23 de novembro, a maioria da região de Bicol assim que Mitag aproximava-se da costa. A província de Albay declarou estado de calamidade.
Mitag ficou estacionário no Mar das Filipinas por um dia como um tufão equivalente a um furacão de categoria 2, mudou a sua rota original e ao invés de atingir Catanduanes e a região de Bicol, ele atingiu as províncias de Aurora e Isabela
Em 25 de novembro, Mitag passou sobre o norte das Filipinas assim que começava a se enfraquecer, perdendo gradualmente a sua convecção profunda. Por estar numa região com águas frias e pela formação de um cavado, Mitag começou em 26 de novembro a começar a sua transição para ciclone extratropical. No dia seguinte, o JTWC a e AMJ emitiram seus últimos avisos assim que Mitag começou a se tornar um ciclone extratropical.
Seis pessoas morreram na região de Bicol devido aos efeitos do tufão Mitag.

### Depressão tropical 25W
Em 26 de novembro, o Joint Typhoon Warning Center (JTWC) emitiu um alerta de formação de ciclone tropical para uma perturbação tropical que estava se desenvolvendo a leste das Filipinas. No dia seguinte, O JTWC classificou a perturbação como depressão tropical 25W. Em 27 de setembro, a depressão tornou-se um ciclone extratropical e o JTWC emitiu seu último aviso sobre o sistema.

### Depressão tropical 26W
Em 27 de novembro, o Joint Typhoon Warning Center (JTWC) emitiu um alerta de formação de ciclone tropical para uma perturbação tropical que estava se desenvolvendo a sudoeste de Iwo Jima. No dia seguinte, O JTWC classificou a perturbação como depressão tropical 26W. No final daquele dia, o JTWC parou de emitir avisos sobre o sistema assim que a depressão tornou-se rapidamente um ciclone extratropical.

## Energia ciclônica acumulada (ECA)
| 1              | 28,108 | Sepat   | 12 | 6,590 | Peipah    |
| 2              | 24,645 | Krosa   | 13 | 6,543 | Kong-rey  |
| 3              | 20,631 | Man-yi  | 14 | 4,959 | Lekima    |
| 4              | 19,935 | Fitow   | 15 | 4,703 | Danas     |
| 5              | 16,013 | Yutu    | 16 | 4,343 | Pabuk     |
| 6              | 15,791 | Usagi   | 17 | 0,810 | Francisco |
| 7              | 14,420 | Mitag   | 18 | 0,650 | Lingling  |
| 8              | 12,438 | Wipha   | 19 | 0,580 | Toraji    |
| 9              | 11,783 | Nari    | 20 | 0,546 | Wutip     |
| 10             | 8,908  | Kajiki  | 21 | 0,283 | Faxai     |
| 11             | 7,865  | Hagibis | 22 | 0,245 | Tapah     |
| Total: 187,571 |        |         |    |       |           |

A tabela a direita mostra a Energia ciclônica acumulada (ECA) para cada ciclone tropical formado durante a temporada. O ECA é, de forma abrangente, uma energia medida da tempestade multiplicada pelo tempo em que a mesma existiu. Quanto mais tempo dura e quanto mais forte a tempestade, a mesma terá uma ECA maior. A ECA somente é calculada para aqueles sistemas que alcancem força de tempestade tropical, ou seja, sistemas cujos ventos alcancem 63 km/h ou mais. A tempestade tropical 06W, Podul e Haiyan não foram incluídos nos cálculos.

## Nomes das tempestades
Os ciclones tropicais do Oceano Pacífico noroeste são oficialmente nomeados pelo Centro Regional Meteorológico Especializado em tufões de Tóquio, subordinado à Agência Meteorológica Japonesa. Diferente de outras regiões de formação de ciclones tropicais, onde as tempestades são nomeadas segundo uma lista anual e geralmente alfabética, no Oceano Pacífico noroeste as tempestades são nomeadas por uma lista seqüencial, isto é, os nomes são utilizados de acordo com a posição na lista, sem considerar a mudança de uma temporada para outra. Os nomes são dados por treze países membros da organização meteorológica japonesa. O único país membro que não contribui é a Singapura. Os treze países ou territórios, mais a Micronésia, contribuem com 10 nomes cada. A lista é organizada segundo a ordem por país ou território por ordem alfabética (alfabeto língua inglesa) Os nomes marcados com um asterisco estão marcados para serem retirados devido aos efeitos de cada respectivo tufão na temporada de tufões de 2006. Fora isso, a lista é a mesma usada na temporada de tufões no Pacífico de 2006, exceto Pakhar, Doksuri e Haikui, que foram substituídos por Matsa, Nabi e Longwang, respectivamente. Sendo assim, o primeiro nome utilizado foi Kong-rey.
Esta é a primeira vez que o nome Wipha foi utilizada; a forma transliteral (inglês) foi alterada de Vipa para Wipha. O nome Peipah também foi utilizado pela primeira vez.
| Nação contribuinte         | Nomes     | Nomes     | Nomes     | Nomes    | Nomes    |
| -------------------------- | --------- | --------- | --------- | -------- | -------- |
| Camboja                    | Damrey    | Kong-rey  | Nakri     | Krovanh  | Sarika   |
| República Popular da China | Haikui    | Yutu      | Fengshen  | Dujuan   | Haima    |
| Coreia do Norte            | Kirogi    | Toraji    | Kalmaegi  | Mujigae  | Meari    |
| Hong Kong                  | Kai-Tak   | Man-yi    | Fung-wong | Choi-wan | Ma-on    |
| Japão                      | Tembin    | Usagi     | Kammuri   | Koppu    | Tokage   |
| Laos                       | Bolaven   | Pabuk     | Phanfone  | Ketsana  | Nock-ten |
| Macau                      | Chanchu*  | Wutip     | Vongfong  | Parma    | Muifa    |
| Malásia                    | Jelawat   | Sepat     | Nuri      | Melor    | Merbok   |
| Micronésia                 | Ewiniar   | Fitow     | Sinlaku   | Nepartak | Nanmadol |
| Filipinas                  | Bilis*    | Danas     | Hagupit   | Lupit    | Talas    |
| Coreia do Sul              | Kaemi     | Nari      | Changmi   | Sudal    | Noru     |
| Tailândia                  | Prapiroon | Wipha     | Mekkhala  | Nida     | Kulap    |
| Estados Unidos             | Maria     | Francisco | Higos     | Omais    | Roke     |
| Vietname                   | Saomai*   | Lekima    | Bavi      | Conson   | Sonca    |
| Camboja                    | Bopha     | Krosa     | Maysak    | Chanthu  | Nesat    |
| China                      | Wukong    | Haiyan    | Haishen   | Dianmu   | Haitang  |
| Coreia do Norte            | Sonamu    | Podul     | Noul      | Mindulle | Nalgae   |
| Hong Kong                  | Shanshan  | Lingling  | Dolphin   | Lionrock | Banyan   |
| Japão                      | Yagi      | Kajiki    | Kujira    | Kompasu  | Washi    |
| Laos                       | Xangsane* | Faxai     | Chan-hom  | Namtheun | Pakhar   |
| Macau                      | Bebinca   | Peipah    | Linfa     | Malou    | Sanvu    |
| Malásia                    | Rumbia    | Tapah     | Nangka    | Meranti  | Mawar    |
| Micronésia                 | Soulik    | Mitag     | Soudelor  | Fanapi   | Guchol   |
| Filipinas                  | Cimaron   | Hagibis   | Molave    | Malakas  | Talim    |
| Coreia do Sul              | Chebi     | Noguri    | Koni      | Megi     | Doksuri  |
| Tailândia                  | Durian*   | Rammasun  | Morakot   | Chaba    | Khanun   |
| Estados Unidos             | Utor      | Matmo     | Etau      | Aere     | Vicente  |
| Vietnam                    | Trami     | Halong    | Vamco     | Songda   | Saola    |

### Filipinas
Nas Filipinas, a Administração de Serviços astronômicos, geofísicos e atmosféricos filipina (PAGASA) usa a sua própria lista para nomear ciclones tropicais dentro de sua área de responsabilidade. As listas são recicladas a cada quatro anos.
| - Amang - Bebeng - Chedeng - Dodong - Egay - Falcon - Goring | - Hanna - Ineng - Juaning - Kabayan - Lando - Mina - Nonoy (sem usar | - Onyok (sem usar) - Pedring (sem usar - Quiel (sem usar) - Ramon (sem usar) - Sendong (sem usar) - Tisoy (sem usar) - Ursula (sem usar) | - Viring (sem usar) - Weng (sem usar) - Yoyoy (sem usar) - Zigzag (sem usar) - Abe (sem usar) - Berto (sem usar) - Charo (sem usar) | - Dado (sem usar) - Estoy (sem usar) - Felion (sem usar) - Gening (sem usar) - Herman (sem usar) - Irma (sem usar) - Jaime (sem usar) |

### Japão
Apesar da Agência Meteorológica Japonesa nomeiar as tempestades de modo oficial, no Japão, essas tempestades são conhecidas apenas por números. A numeração segue uma ordem: o número da tempestade tem quatro dígitos, os dois primeiros correspondem ao ano (para 2007, os números são 07) e os outros dois dígitos correspondem à ordem de formação da tempestade. Por exemplo, o tufão Sepat foi a oitava tempestade a se formar em 2007. Sendo assim, seu número será 0708.

## Efeitos sazonais
Esta tabela resume todos os sistemas que se desenvolveram dentro ou se moveram para o Oceano Pacífico Norte, a oeste da Linha Internacional de Data em 2007. Os quadros também fornecem uma visão geral da intensidade dos sistemas, da duração, das áreas afetadas e de quaisquer mortes ou danos associados ao sistema.
| Nome                | Datas ativo                   | Classificação máxima       | Velocidade de vento sustentados | Pressão               | Áreas afetadas                                                                 | Danos (USD)    | Fatalidades  | Refs |
| ------------------- | ----------------------------- | -------------------------- | ------------------------------- | --------------------- | ------------------------------------------------------------------------------ | -------------- | ------------ | ---- |
| TD                  | 5 de janeiro                  | Depressão tropical         | Não definido                    | 1,006 hPa (29.7 inHg) | Nenhum                                                                         | Nenhum         | Nenhum       |      |
| TD                  | 6 de março – 7                | Depressão tropical         | Não definido                    | 1,002 hPa (29.6 inHg) | Nenhum                                                                         | Nenhum         | Nenhum       |      |
| Kong-rey            | 30 de março – 6 de abril      | Tufão                      | 150 km/h                        | 960 hPa (28 inHg)     | Ilhas Marianas                                                                 | $10 000        | Nenhum       |      |
| Yutu (Amang)        | 17 de maio – 23               | Tufão muito forte          | 175 km/h                        | 935 hPa (27.6 inHg)   | Nenhum                                                                         | Nenhum         | Nenhum       |      |
| TD                  | 29 de junho                   | Depressão tropical         | Não definido                    | 1,006 hPa (29.7 inHg) | Ilhas Carolinas                                                                | Nenhum         | Nenhum       |      |
| TD                  | 2 de julho                    | Depressão tropical         | Não definido                    | 1,006 hPa (29.7 inHg) | Ilhas Carolinas                                                                | Nenhum         | Nenhum       |      |
| Toraji              | 3 de julho – 5                | Tempestade tropical        | 65 km/h                         | 994 hPa (29.4 inHg)   | China, Vietname                                                                | $9 700 000     | Nenhum       |      |
| Man-yi (Bebeng)     | 7 de julho – 16               | Tufão muito forte          | 175 km/h                        | 930 hPa (27 inHg)     | Japão, Ilhas Aleutas                                                           | $105 000       | 16           |      |
| Cosme               | 25 de julho                   | Depressão tropical         | Não definido                    | 1,010 hPa (30 inHg)   | Nenhum                                                                         | Nenhum         | Nenhum       |      |
| Usagi               | 29 de julho – 4 de agosto     | Tufão muito forte          | 165 km/h                        | 945 hPa (27.9 inHg)   | Japão, Península da Coreia, Rússia                                             | $225 000 000   | Desconhecido |      |
| 06W                 | 2 de agosto – 8               | Depressão tropical         | 55 km/h                         | 994 hPa (29.4 inHg)   | China, Vietname                                                                | $2 050 000 000 | 77           |      |
| Pabuk (Chedeng)     | 4 de agosto – 14              | Tufão                      | 120 km/h                        | 975 hPa (28.8 inHg)   | Filipinas, Taiwan, China Oriental, Península da Cooreia, Extremo Oriente Russo | $226 800 000   | 15           |      |
| Wutip (Dodong)      | 7 de agosto – 8               | Tempestade tropical        | 65 km/h                         | 990 hPa (29 inHg)     | Filipinas, Taiwan                                                              | Desconhecido   | 3            |      |
| TD                  | 10 de agosto - 12             | Depressão tropical         | Não definido                    | 992 hPa (29.3 inHg)   | China Oriental                                                                 | Nenhum         | Nenhum       |      |
| TD                  | 11 de agosto – 12             | Depressão tropical         | Não definido                    | 1,006 hPa (29.7 inHg) | Nenhum                                                                         | Nenhum         | Nenhum       |      |
| Sepat (Egay)        | 12 de agosto – 24             | Tufão violento             | 205 km/h                        | 910 hPa (27 inHg)     | Filipinas, Taiwan, China                                                       | $692 500 000   | 43           |      |
| TD                  | 14 de agosto – 15             | Depressão tropical         | Não definido                    | 1,002 hPa (29.6 inHg) | China Oriental, Ilhas Ryukyu                                                   | Nenhum         | Nenhum       |      |
| TD                  | 14 de agosto – 17             | Depressão tropical         | Não definido                    | 996 hPa (29.4 inHg)   | China meridional                                                               | Nenhum         | Nenhum       |      |
| TD                  | 21 de agosto – 22             | Depressão tropical         | Não definido                    | 1,006 hPa (29.7 inHg) | Nenhum                                                                         | Nenhum         | Nenhum       |      |
| TD                  | 25 de agosto – 30             | Depressão tropical         | Não definido                    | 1,002 hPa (29.6 inHg) | Taiwan, China Oriental, Península da Coreia, Japão                             | Nenhum         | Nenhum       |      |
| Fitow               | 27 de agosto – 7 de setembro  | Tufão                      | 130 km/h                        | 975 hPa (28.8 inHg)   | Japão, Extremo Oriente Russo                                                   | $1 000 000 000 | 3            |      |
| TD                  | 31 de agosto                  | Depressão tropical         | Não definido                    | 1,016 hPa (30.0 inHg) | Nenhum                                                                         | Nenhum         | Nenhum       |      |
| Danas               | 6 de setembro – 11            | Tempestade tropical severa | 100 km/h                        | 990 hPa (29 inHg)     | Nenhum                                                                         | Nenhum         | Nenhum       |      |
| TD                  | 9 de setembro – 14            | Depressão tropical         | Não definido                    | 1,000 hPa (30 inHg)   | Ilhas Ryukyu, China Oriental                                                   | Nenhum         | Nenhum       |      |
| Nari (Falcon)       | 11 de setembro – 17           | Tufão muito forte          | 185 km/h                        | 935 hPa (27.6 inHg)   | Japão, Coreia do Sul                                                           | $393 000 000   | 23           |      |
| Wipha (Goring)      | 15 de setembro – 20           | Tufão muito forte          | 185 km/h                        | 925 hPa (27.3 inHg)   | Taiwan, China                                                                  | $1 300 000 000 | 20           |      |
| 14W                 | 19 de setembro – 21           | Depressão tropical         | 55 km/h                         | 1,004 hPa (29.6 inHg) | Nenhum                                                                         | Nenhum         | Nenhum       |      |
| Francisco           | 21 de setembro – 26           | Tempestade tropical        | 75 km/h                         | 990 hPa (29 inHg)     | China, Vietname, Laos, Tailândia, Camboja                                      | Desconhecido   | Desconhecido |      |
| TD                  | 24 de setembro – 25           | Depressão tropical         | Não definido                    | 1,006 hPa (29.7 inHg) | Nenhum                                                                         | Nenhum         | Nenhum       |      |
| TD                  | 27 de setembro – 28           | Depressão tropical         | Não definido                    | 1,002 hPa (29.6 inHg) | Nenhum                                                                         | Nenhum         | Nenhum       |      |
| Lekima (Hanna)      | 28 de setembro – outubro 4    | Tempestade tropical severa | 110 km/h                        | 975 hPa (28.8 inHg)   | Filipinas, Vietname                                                            | $125 000 000   | 110          |      |
| Haiyan              | 30 de setembro – 7 de outubro | Tempestade tropical        | 75 km/h                         | 994 hPa (29.4 inHg)   | Nenhum                                                                         | Nenhum         | Nenhum       |      |
| Krosa (Ineng)       | 1 de outubro–8                | Tufão violento             | 195 km/h                        | 925 hPa (27.3 inHg)   | Taiwan, China                                                                  | $1 700 000 000 | 5            |      |
| Podul               | 6 de outubro–7                | Tempestade tropical severa | 100 km/h                        | 985 hPa (29.1 inHg)   | Nenhum                                                                         | Nenhum         | Nenhum       |      |
| Lingling            | 10 de outubro – 15            | Tempestade tropical        | 80 km/h                         | 994 hPa (29.4 inHg)   | Nenhum                                                                         | Nenhum         | Nenhum       |      |
| Kajiki              | 18 de outubro – 22            | Tufão muito forte          | 165 km/h                        | 945 hPa (27.9 inHg)   | Nenhum                                                                         | Nenhum         | Nenhum       |      |
| Faxai (Juaning)     | 25 de outubro – 27            | Tempestade tropical severa | 100 km/h                        | 975 hPa (28.8 inHg)   | Japão                                                                          | $1 500 000     | 1            |      |
| TD                  | 29 de outubro – 30            | Depressão tropical         | Não definido                    | 1,004 hPa (29.6 inHg) | Vietname, Camboja                                                              | Nenhum         | Nenhum       |      |
| Peipah (Kabayan)    | 1 de novembro – 10            | Tufão                      | 130 km/h                        | 970 hPa (29 inHg)     | Filipinas, Vietname                                                            | Desconhecido   | 50           |      |
| TD                  | 2 de novembro – 3             | Depressão tropical         | Não definido                    | 1,006 hPa (29.7 inHg) | Vietname                                                                       | Nenhum         | Nenhum       |      |
| Tapah               | 11 de novembro – 13           | Tempestade tropical        | 65 km/h                         | 996 hPa (29.4 inHg)   | Nenhum                                                                         | Nenhum         | Nenhum       |      |
| Mitag (Mina)        | 20 de novembro – 28           | Tufão                      | 150 km/h                        | 955 hPa (28.2 inHg)   | Filipinas                                                                      | $19 790 000    | 71           |      |
| Hagibis (Lando)     | 18 de novembro – 27           | Tufão                      | 130 km/h                        | 970 hPa (29 inHg)     | Filipinas, Vietname                                                            | $5 300 000     | 22           |      |
| 25W                 | 25 de novembro – 27           | Depressão tropical         | 45 km/h                         | 1,004 hPa (29.6 inHg) | Nenhum                                                                         | Nenhum         | Nenhum       |      |
| 26W                 | 28 de novembro – 29           | Depressão tropical         | 45 km/h                         | 998 hPa (29.5 inHg)   | Nenhum                                                                         | Nenhum         | Nenhum       |      |
| Totais da temporada |                               |                            |                                 |                       |                                                                                |                |              |      |
| 45 sistemas         | 5 de janeiro – 29 de novembro |                            | 205 km/h                        | 910 hPa (27 inHg)     |                                                                                | $7 734 005 000 | 463          |      |